# Marco Valerio Máximo Potito
Marco Valerio Máximo Potito  fue un político romano del siglo III a. C. que alcanzó el consulado en el año 286 a. C., aunque también se asigna este a Marco Valerio Máximo Corvino. La oposición a las leyes hortensias mantuvieron ocupados a los cónsules de este año. Fue miembro de los Valerios Máximos, aunque su segundo cognomen lo relaciona con los Valerios Potitos.